# Sonidegib
Le Sonidegib, est un anticancéreux vendu sous le nom de marque Odomzo.

## Utilisation médicale
Il s'agit d'un inhibiteur de la voie de signalisation Hedgehog,, utilisé pour traiter différents cancers, en particulier le carcinome basocellulaire dans les cas où la chirurgie ou la radiothérapie ont échoué ou bien ne constituent pas une option.  Le médicament est pris par voie orale.

## Effets secondaires
Les effets secondaires de ce médicament comprennent des spasmes musculaires, une perte de cheveux, des changements de goût, de la fatigue, des nausées, des douleurs, de la diarrhée, des vomissements ou des démangeaisons. D’autres effets secondaires peuvent inclure une dégradation musculaire et des problèmes de foie. L'utilisation de ce médicament avant ou pendant la grossesse peut nuire au fœtus. 

## Histoire
Le médicament a été approuvé pour un usage médical aux États-Unis et dans l'Union européenne en 2015,. Aux États-Unis, il coûte environ 13 000 dollars américains par mois.